# Adam Kamiński (Volleyballspieler)
Adam Kamiński (* 27. Mai 1984 in Chatham, Kanada) ist ein kanadischer Volleyballspieler.

## Biografie
Adam Kamiński wurde als Sohn von Józef und Kazimiera geboren. Seine Eltern sind in den 1970er-Jahren aus Polen nach Kanada ausgewandert. Zunächst spielte er Basketball, aber am Ende der High School interessierte er sich für Volleyball. Er spielte im College-Team, das die Meisterschaft zweimal gewann und dreimal Vizemeister Kanadas war. In der ersten Saison wurde er als bester Newcomer ausgezeichnet. Durch sein gutes Spiel in Amerika konnte er zum slowenischen OK Salonit Anhovo Kanal wechseln, wo er eineinhalb Jahre spielte und die Vizemeisterschaft der Volleyballliga Sloweniens errang.
Nach Ablauf seines Vertrages mit dem slowenischen Team begann er die Suche nach einem neuen Team. Er bekam ein paar Vorschläge, er wählte den Aufsteiger in die polnische PlusLiga, Effector Kielce, aus, wo er einen Ein-Jahres-Vertrag unterzeichnete. Sein Debüt in der konstituierenden Sitzung der Saison mit Skrą Bełchatów, wo seine Mannschaft keinen Satz holte. In der ersten Runde diente er als Ersatzspieler, er hat am längsten in einem Duell gegen Politechnika Warschau gespielt, wo er vier Punkte erzielte. Am Ende der Saison war er häufiger in die Play-off-Spielen im Einsatz und erzielte 45 Punkte. Der Sommer 2011 wurde sein Vertrag mit dem Kielce Team um ein Jahr verlängert. Seit Januar 2013 spielt Adam Kaminski in Tschechien bei VK Dukla Liberec.
Adam Kaminski hat auch eine nachgewiesene Erfolgsbilanz in der kanadischen Volleyballnationalmannschaft. Er nahm an der Volleyballweltmeisterschaft 2010 teil, wo die kanadische Volleyballmannschaft bereits in der ersten Phase des Wettbewerbs ausschied.